# ガラスの里
ガラスの里（ガラスのさと、正式名称：TOHO BEADS STYLE ガラスの里）はかつて広島県広島市安佐北区大林2丁目に存在したトーホーの経営するビーズを含めるガラスの魅力を伝えることを目的とした日本のテーマパークである。

## 概要
「見て・作って・楽しんで！」をコンセプトに1984年4月、トーホー工場の敷地内にオープンした。
施設内ではガラス・ビーズ作品の展示・各種制作体験コーナー・アミューズメントなど各年齢の人が楽しめるように設計されていた。2013年4月には恋人の聖地にも認定されている。
しかし、2018年9月2日閉園する事を発表し、同年12月23日34年の歴史に幕を閉じた。当時の館長は山中薫。入園料はミュージアムゾーンやガラスの城を除き無料だった。

## 沿革
- 1984年4月　ガラスの里が開園する。
- 1992年4月　ヴェネチア館を竣工する。[4]
- 2001年5月　ビーズ専門店「ビーズ館」がオープンする。[4]
- 2013年4月　恋人の聖地に認定される。
- 2017年12月21日　ステンド・七宝工房がリニューアルオープン。[5]
- 2018年12月23日　ガラスの里が閉園する。

## 施設
- トーホー記念館…ビーズ作家の作品を数多く展示。
- ステンド・七宝工房…ステンドグラス・七宝焼きの体験が出来、ステンドグラス材料販売もしていた。
- トーホー博物館…古代のガラスを展示。
- 世界現代ガラス美術館…世界の巨匠作家や日本を代表するガラス工芸課の作品を展示。
- ガラスの城…迷路などのアミューズメントが楽しめた。有料。
- ビーズ工房…ビーズの手作り体験ができた。
- 案内所…チケット販売を行っていた。
- ビーズマーケット…ビーズの販売
- SHOP　ヴェトロ…土産物店
- 吹きガラス工房…吹きガラスの体験やガラス作りの工程を学べた。
- 創作工房…オリジナルのグラスやコップを作れた。
- 団体工房…団体用。
- レストラン瑠璃苑…食事喫茶。季節限定メニューもあった。
- お好み焼き会場…団体がお好み焼き作り体験を行った。
- ガラスの花時計

## 跡地
ガラスの里の旧レストラン棟は2024年（令和6年）10月8日から地元住民の交流スペース「ルリえん」となっている。